# Перепись населения Литвы (2001)
Всеобщая перепись населения Литвы 2001 года (лит. 2001 metų Lietuvos Respublikos gyventojų visuotinis surašymas) — первая перепись населения республики после восстановления независимости. Она проходила с 6 по 16 апреля. Территория страны была поделена на переписные округа, основываясь на тогдашнем административном делении Литвы. Перепись осуществляло 15 тысяч работников, в том числе 12 тысяч переписчиков. Для проверки качества был проведен контрольный опрос, который охватил 1 % населения Литвы. Жителей ещё раз навестили переписчики и попросили ещё раз ответить на некоторые вопросы переписи. Средства на проведение переписи были выделены из государственного бюджета. Всего на подготовку, проведение и обработку результатов за период с 1997 по 2004 год было потрачено 33 миллиона литов. Предварительные результаты Департамент статистики предъявил в октябре 2001 года. Окончательные результаты были опубликованы в 2002-2004 годах.

## Данные переписи
По данным всеобщей переписи населения по состоянию на 6 апреля 2001 года в Литовской республике проживало 3 483 972 постоянных жителей. Со времени предпоследней переписи 1989 года население республики сократилось на 190,8 тысячи человек (5 %). Естественный прирост населения составил 30,7 тысяч человек (родилось 546,1 тыс., умерло 512,4 тыс.) Сальдо миграции — отрицательное (иммигрировало 72,2 тыс., эмигрировало 296,7 тыс. жителей).
Суммарный коэффициент рождаемости в 2001 году — 1,29.
В 2001 году средний возраст жителей составлял 37 лет(мужчин — 34,6, женщин — 39,2). Отмечается старение населения, в 1989 году эти показатели составляли 34,9, 32,7 и 37 лет соответственно. Средняя продолжительность жизни 71,12 лет (у женщин — 77,06 лет; у мужчин — 65,31 лет, разница между ними наибольшая в Европейском Союзе). Мужчин 46,8 %, женщин 53,2 %.
Возрастная структура:
- 0-14 лет 19,5 %
- 15-59 лет 61,2 %
- 60+ лет 19,3 %
- 65+ лет 14,0 %
- 80+ лет 2,3 %

66,9 % населения проживает в городах. Численность городского населения постепенно уменьшается.
Плотность населения — 53,4 человека на квадратный километр.
В Литве проживают представители 115 национальностей, но только 29 из них насчитывало 100 и более человек.
- литовцы составляют 83,45 % (2907,2 тысяч)
- поляки — 6,74 %, (234,9 тыс.)
- русские — 6,31 %, (219,7 тыс.)
- белорусы — 1,23 % (42,8 тыс.)
- украинцы — 0,65 % (22,4 тыс.)
- евреи — 0,12 % (4 тыс.)
- немцы — 0,09 % (3,2 тыс.)
- татары — 0,09 % (3,2 тыс.)
- латыши — 0,08 % (2,9 тыс.)
- цыгане — 0,07 % (2,5 тыс.)
- армяне — 0,04 % (1,4 тыс.)
- другие — 0,18 % (6,1 тыс.)
- не указали национальность — 0,94 % (32,9 тыс.)[4]

Литва становится этнически более однородной: значительно сокращается численность русских (9,4 % в 1989 году, 6,3 % в 2001), также сокращается численность поляков (7 % в 1989 году, 6,7 % в 2001), белорусов (1,7 % в 1989 году, 1,2 % в 2001) и других национальных меньшинств. Самым пестрым городом по национальному составу является Вильнюс, на втором месте — Клайпеда. Самым однородным — Паневежис, затем Каунас и Шяуляй.
Во время переписи 83,6 % населения указали, что они верующие, 8,3 % указали, что они атеисты и 8,1 % не ответили на этот вопрос. Разделение верующих по религиям:
- Католики — 79,0 % (2 752,5 тысяч)
- Православные — 4,1 % (141,8 тыс.)
- Староверы — 0,8 % (27,1 тыс.)
- Лютеране — 0,6 % (19,6 тыс.)
- Кальвинисты — 0,2 % (7,1 тыс.)
- Свидетели Иеговы — 0,1 % (3,5 тыс.)
- Мусульмане-сунниты — 0,1 % (2,9 тыс.)
- Харизматы — 0,06 % (2,2 тыс.)
- Пятидесятники — 0,04 % (1,3 тыс.)
- Иудеи — 0,04 % (1,3 тыс.)
- Последователи старых верований балтов — 0,04 % (1,3 тыс.)
- Другие религии — 0,3 % (11 тыс.)

Подавляющее большинство православных живёт в городах Вильнюс и Клайпеда, где они составляют соответственно 9,7 % и 15,5 % населения. Атеисты составляют 10,3 % городских жителей и 4,2 % деревенских.
Подавляющее большинство литовцев (96,7 %) назвало своим родным языком литовский, Также литовским языком владеют 346 тыс. жителей Литвы не титульной национальности. Русским языком владеют 60 % жителей Литвы (64 % литовцев и 77 % поляков). Английским языком владеют 17 %, польским — 9 %, немецким 8 %, французским 2 % жителей Литвы. 25,6 % населения знает только свой родной язык, 39,7 % населения кроме родного владеют ещё одним языком, 25,1 % — двумя, 5 % — тремя, 0,8 % — четырьмя и более языками. 3,8 % не ответили на этот вопрос.
94,9 % жителей старше 10 лет имеют высшее, среднее или начальное образование. 99,6 % людей старше 15 лет грамотны. Из 1000 жителей Литвы старше 10 лет 126 имеют высшее образование, 193 — среднее специальное (лит. Aukštesnysis), 272 — среднее, 150 — основное, 208 — начальное. Образовательный уровень растет: в 1989 году эти показатели были: 97, 195, 231, 169, 236.